# Fågelstämma
Fågelstämma, fågelsång eller näktergal är ett mekaniskt biregister som sällsynt förekommer i en orgel. Det syftar till att inom musiken åstadkomma en ljudeffekt som skall imitera fågelkvitter. Detta åstadkoms genom att några små upp-och-ned-vända labialpipor är arrangerade så att deras toppar är nedsänkta i en skål som kan fyllas med lämplig mängd vatten, och ljuder växelvis med höga pulserande toner då de därvid genomströmmas av luft; ty när en labialpipas (som i princip fungerar såsom många visselpipor gör) öppning i dess topp täcks sänks tonhöjden en oktav och blir svagare, och när vattenytan är i nivå till toppen kommer luftströmmen från pipan att ömsom tränga undan vattnet och få tonen att ljuda med normal tonhöjd och ömsom täckas av vattnet klinga och en oktav lägre och starkare.
Förutom i rena konsertstycken brukar fågelstämman användas vid ackompanjemang av psalmsången i kyrkans gudstjänst till exempel på midsommardagen och då psalmen har texten  "Som fåglars kör i lund och mark / besjunger våren blid och stark" (Sv.ps. 198:2), "Man hörer fåglar sjunga med mångahanda ljud / skall icke då vår tunga lovsäga Herren Gud?" (Sv.ps. 199:3), "När jag hör trastens klara sång / och lärkan jublar dagen lång" (Sv.ps. 200:4) eller "Sin lycka och sin sommarro / de yra fåglar prisa" (Sv.ps. 201:2) och liknande.
Fågelstämma förekommer i ett fåtal kyrkorglar i Sverige, bland annat i Veckholms kyrka, Sankt Ansgars kyrka i Uppsala, Jukkasjärvi kyrka och i Övertorneå kyrka.
Register med fågelsång, åska och trummor förekom på orglar som byggdes under barocken.